# Crímenes de guerra alemanes

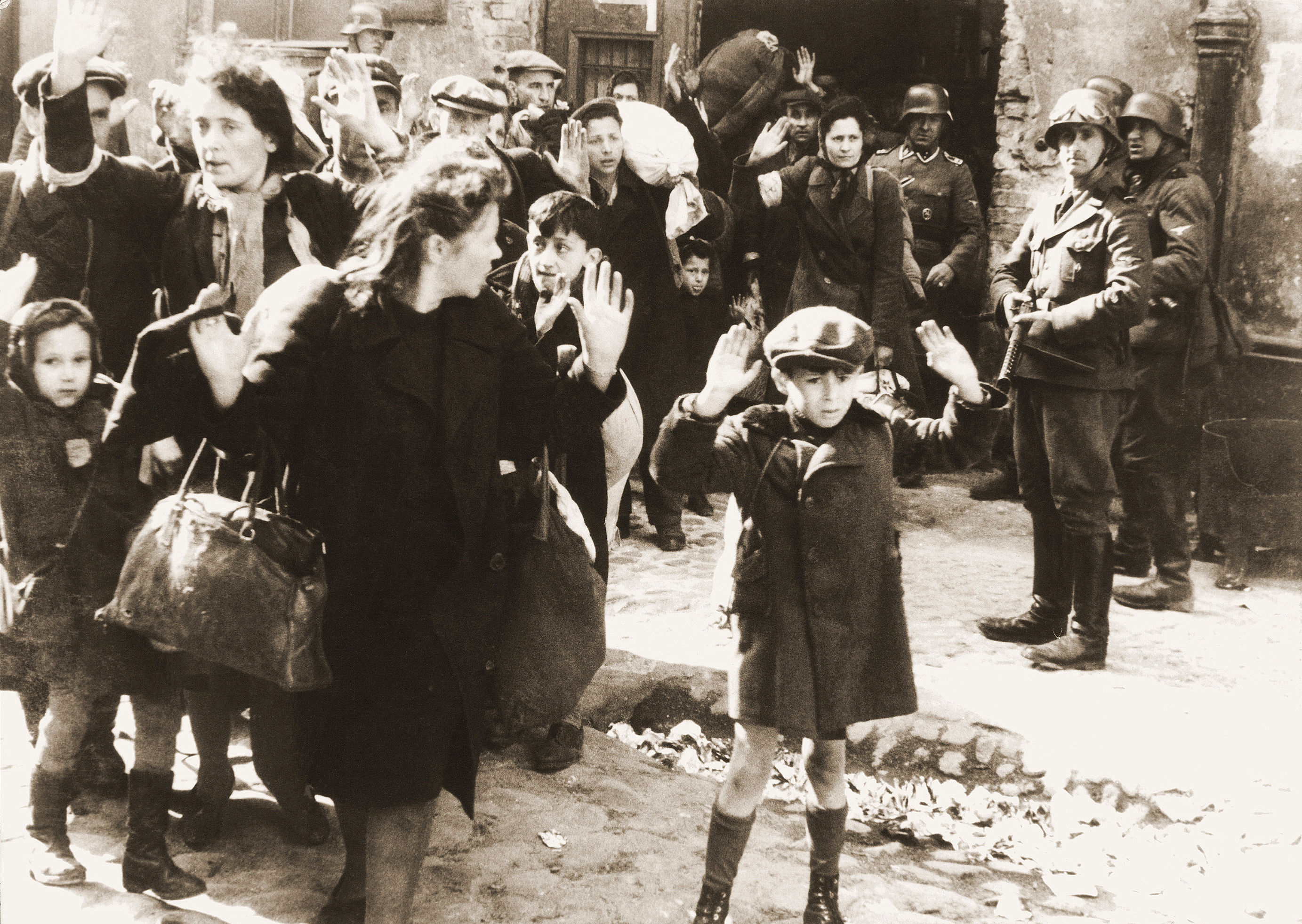
El gueto de Varsovia – Foto del informe de Jürgen Stroop a Heinrich Himmler a partir de mayo de 1943. El título original en alemán dice: «Sacados a la fuerza de sus agujeros». La única persona identificada con certeza en la fotografía es Josef Blösche el soldado de la SS con el arma.

Los crímenes de guerra alemanes se refieren a los innumerables crímenes de guerra ordenados, organizados o tolerados por distintos gobiernos de Alemania, tanto en la Primera Guerra Mundial y Segunda Guerra Mundial. 
Entre los crímenes de guerra Alemanes, el más notable de ellos es el Holocausto, en el que millones de personas fueron asesinadas o murieron a causa de abusos y malos tratos. El 60% de ellos (aproximadamente 6 millones)[cita requerida] eran judíos. Además, millones de otras personas no judías también murieron como resultado de acciones alemanas en los dos conflictos. El verdadero número de víctimas nunca se sabrá, ya que gran parte de las evidencias fueron destruidas por los perpetradores, ya por la quema de los cuerpos, el asesinato de testigos y la destrucción de la documentación, en un intento de ocultar los crímenes.

## Antes de la Primera Guerra Mundial
El genocidio herero y namaqua es considerado el primer genocidio del siglo XX. Tuvo lugar entre 1904 y 1907 en África del Sudoeste Alemana, actual Namibia, durante la llamada carrera por África.
El 12 de enero de 1904, los herero, dirigidos por Samuel Maharero, se rebelaron contra el dominio colonial alemán. En agosto, el general alemán Lothar von Trotha los derrotó en la batalla de Waterberg y fueron llevados al desierto de Omaheke, donde la mayoría de ellos murieron de sed. En octubre, los nama también se rebelaron contra los alemanes solo para sufrir un destino similar.
En total, murieron de 24 000 a 100 000 hereros y 10 000 namas. El genocidio se caracterizó por la muerte generalizada por el hambre y la sed, porque a los herero que huyeron de la violencia se les impidió regresar del desierto del Namib. Algunas fuentes también afirman que el ejército colonial alemán envenenó sistemáticamente los pozos.

## Primera Guerra Mundial

### Las armas químicas en la guerra
El gas venenoso fue introducido por la Alemania imperial, y utilizado posteriormente por todos los beligerantes en la guerra contra soldados enemigos, en violación de lo acordado en las Conferencias de la Haya de 1899 y 1907, que prohibían explícitamente el uso de «armas de envenenamiento o envenenadas» en guerra.

### Bélgica
En agosto de 1914, como parte del Plan Schlieffen, el ejército alemán invadió y ocupó la nación neutral de Bélgica sin advertencia previa explícita, violando así el Tratado de Londres de 1839, que el canciller alemán desestimó como un simple «trozo de papel», y la Convención de La Haya de 1907. Durante los dos primeros meses de la guerra, los invasores alemanas aterrorizaron a los belgas, matando a miles de civiles y saqueando y arrasando decenas de ciudades, incluyendo Lovaina, que albergaba la universidad más importante del país, principalmente en represalia por la guerra de guerrillas belgas. Estos actos llevados a cabo por el ejército alemán violaban lo acordado por la Convención de 1907, que prohibía el castigo colectivo de civiles y el saqueo o destrucción de bienes civiles en territorio ocupado.

### El bombardeo de ciudades costeras inglesas
El 16 de diciembre de 1914 tuvo lugar el ataque de la Marina Imperial alemana contra las ciudades portuarias inglesas de Scarborough, Hartlepool y Whitby, que resultó en 137 muertos y 592 heridos, y violó la sección novena de la Convención de La Haya de 1907, que prohibía bombardeos navales de ciudades indefensas sin previo aviso, porque solamente Hartlepool se encontraba defendida por artillería costera. Alemania era un firmante de la Convención. Otro ataque tuvo lugar el 26 de abril de 1916 sobre Yarmouth y Lowestoft, pero en estos casos se trataban de bases navales importantes defendidas por artillería costera.[cita requerida]

### La guerra submarina sin restricciones
Debido al bloqueo sobre las costas alemanas, las autoridades alemanas emprendieron en 1915 una guerra submarina sin restricciones en el mar del Norte. Así, se hizo caso omiso de las reglas de las presas navales, que habían sido reglamentadas por la Convención de La Haya de 1907, como las que requerían a aquellos que atacaban al transporte naval a advertirles para dar tiempo a la tripulación a abordar los botes salvavidas, la armada alemana no las tuvo en cuenta y hundía buques mercantes sin importar su nacionalidad, cargamento o destino. Tras el hundimiento del RMS Lusitania, el 7 de mayo de 1915, y la consiguiente reacción pública en varios países neutrales, incluyendo los Estados Unidos, los alemanes desistieron. Sin embargo, el 1 de febrero de 1917 reanudaron la estrategia y declararon que hundirían, sin previo aviso, a todo buque mercante, sin importar su nacionalidad. Tal fue la reacción de la opinión pública en los Estados Unidos, que dos días después el gobierno rompió relaciones diplomáticas con Alemania, lo que llevó, junto con el llamado telegrama Zimmermann, a declarar la guerra a Alemania a los dos meses.

### Los intentos de destruir la evidencia de los crímenes alemanes
Durante la Segunda Guerra Mundial, y tras ocupar Francia, los nazis incautaron la documentación de los Aliados sobre los crímenes de guerra alemanes perpetrados durante la Primera Guerra Mundial y también destruyeron monumentos que los conmemoraban.

## Segunda Guerra Mundial

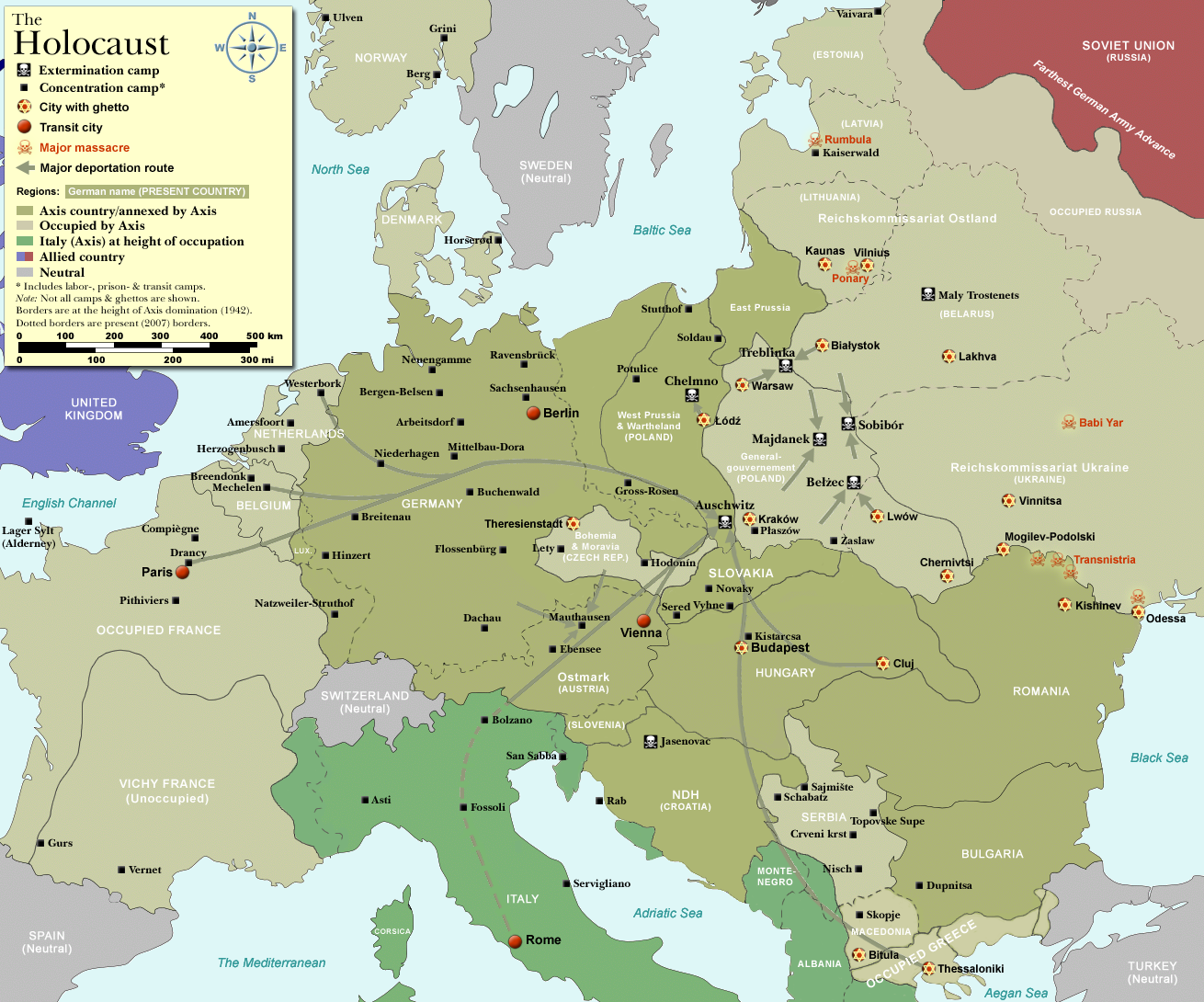
El Holocausto: guetos, campos de concentración y de exterminio durante de la Segunda Guerra Mundial.

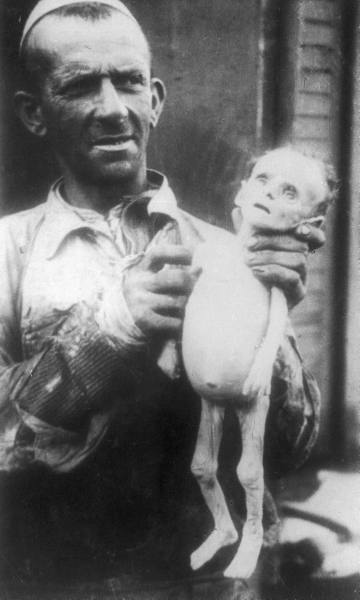
Un hombre con el cadáver de un niño muerto por inanición en el gueto de Varsovia, 1941.

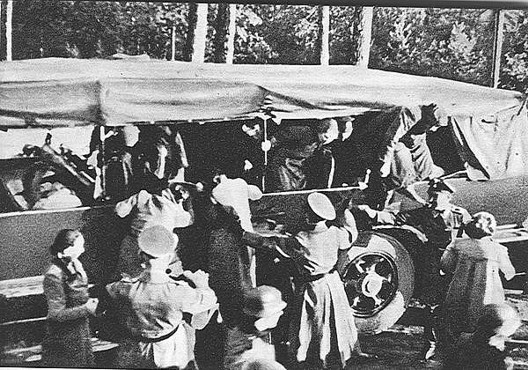
Rehenes polacos antes de su ejecución en masa, 1940.

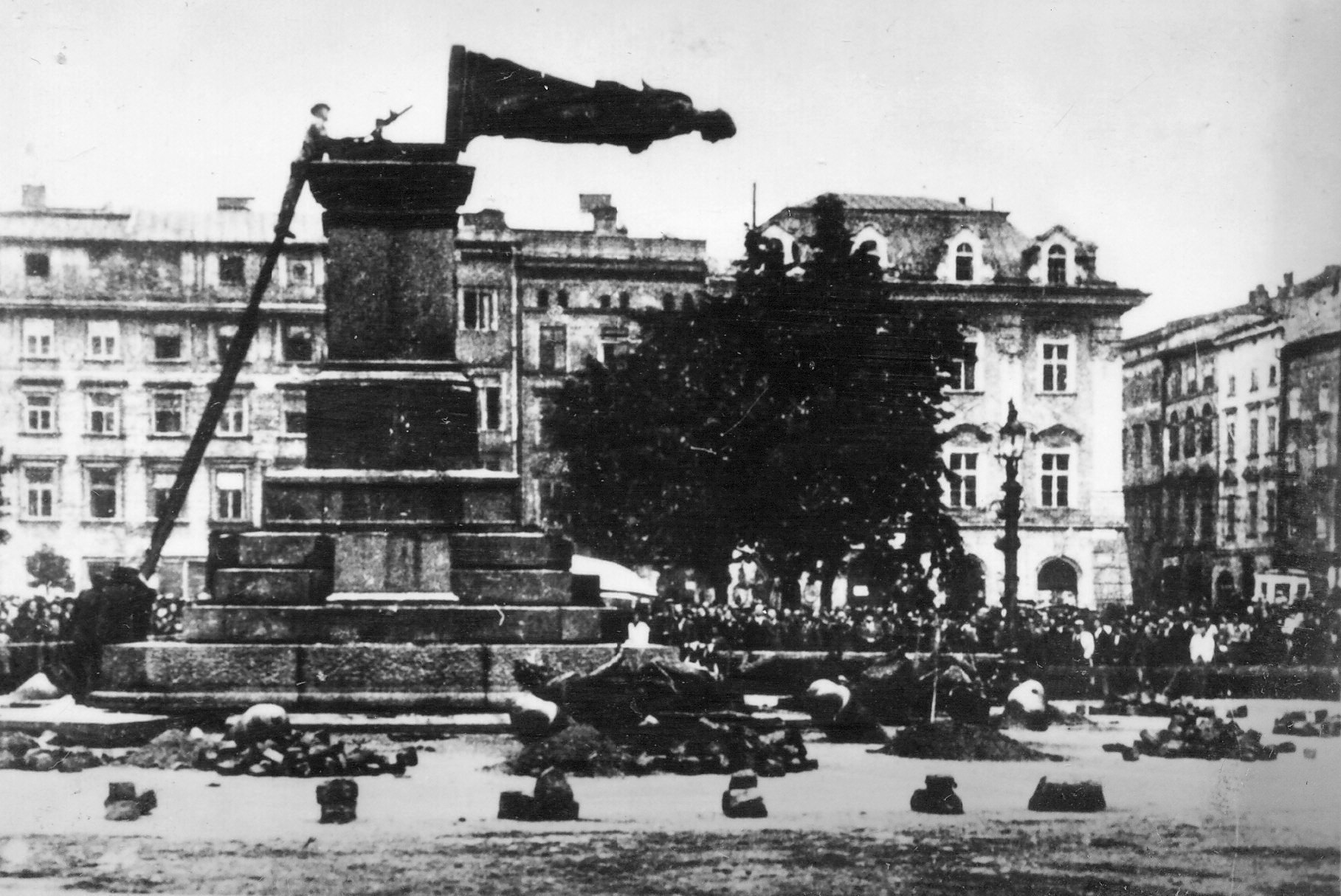
Destrucción del monumento a Adam Mickiewicz en Cracovia, Polonia por las tropas alemanas el 17 de agosto de 1940.

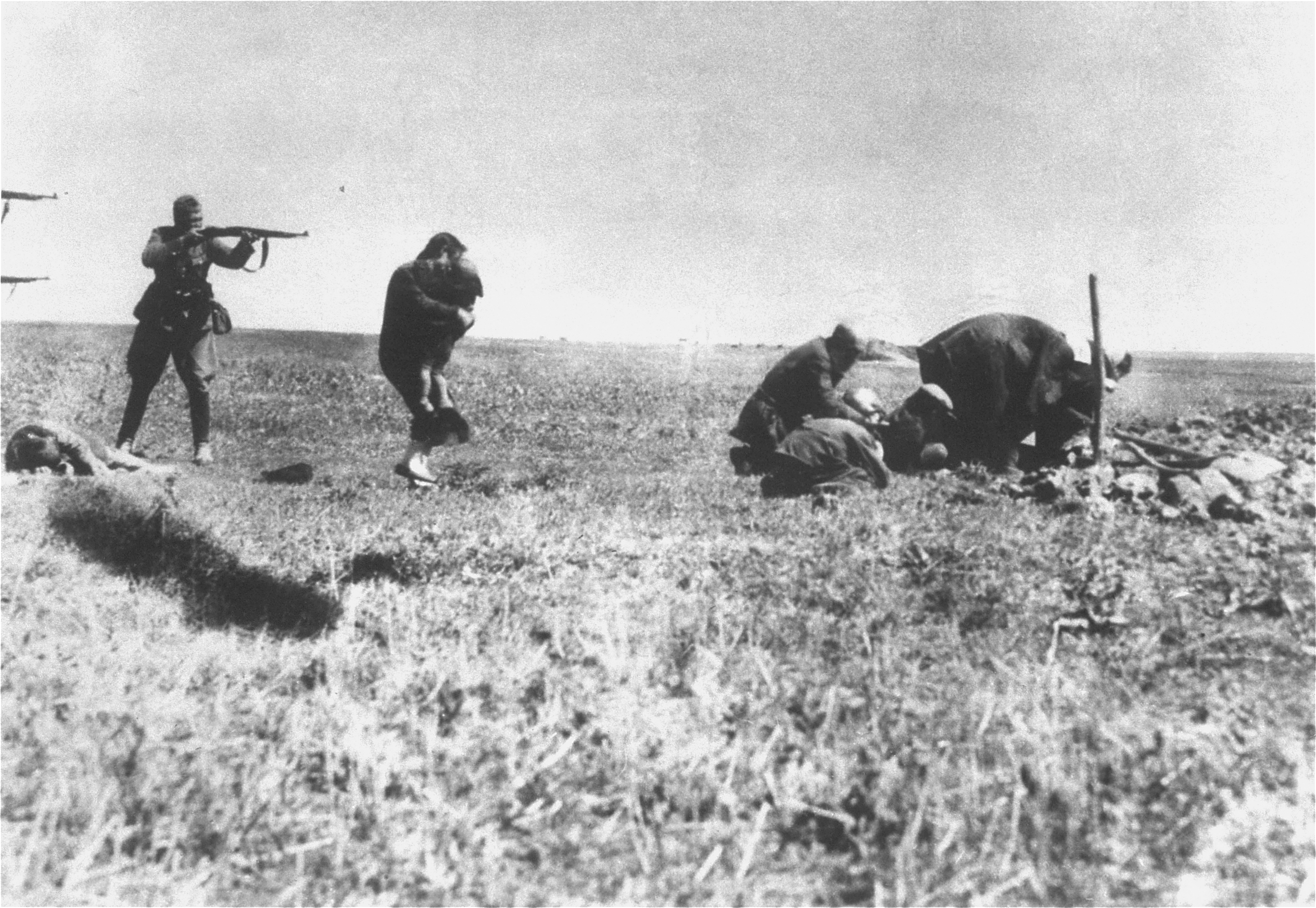
Ejecuciones de judíos en Kiev por las Einsatzgruppen (unidades móviles de exterminio), cerca de Ivangorod, Ucrania, 1942. La foto fue interceptada por Jerzy Tomaszewski, un miembro de la resistencia polaca, en el correo enviado desde el frente Oriental a Alemania. En el anverso de la foto figura el texto, en alemán; «Ucrania 1942, operación Acción judía, Ivangorod.»

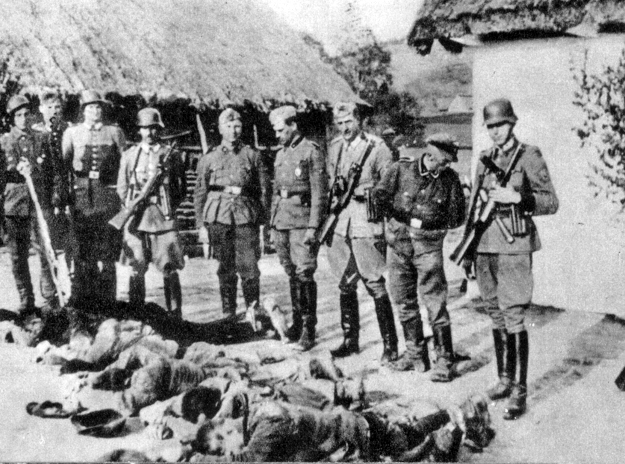
Agricultores polacos asesinados por tropas alemanas, en la Polonia ocupada por Alemania, 1943.

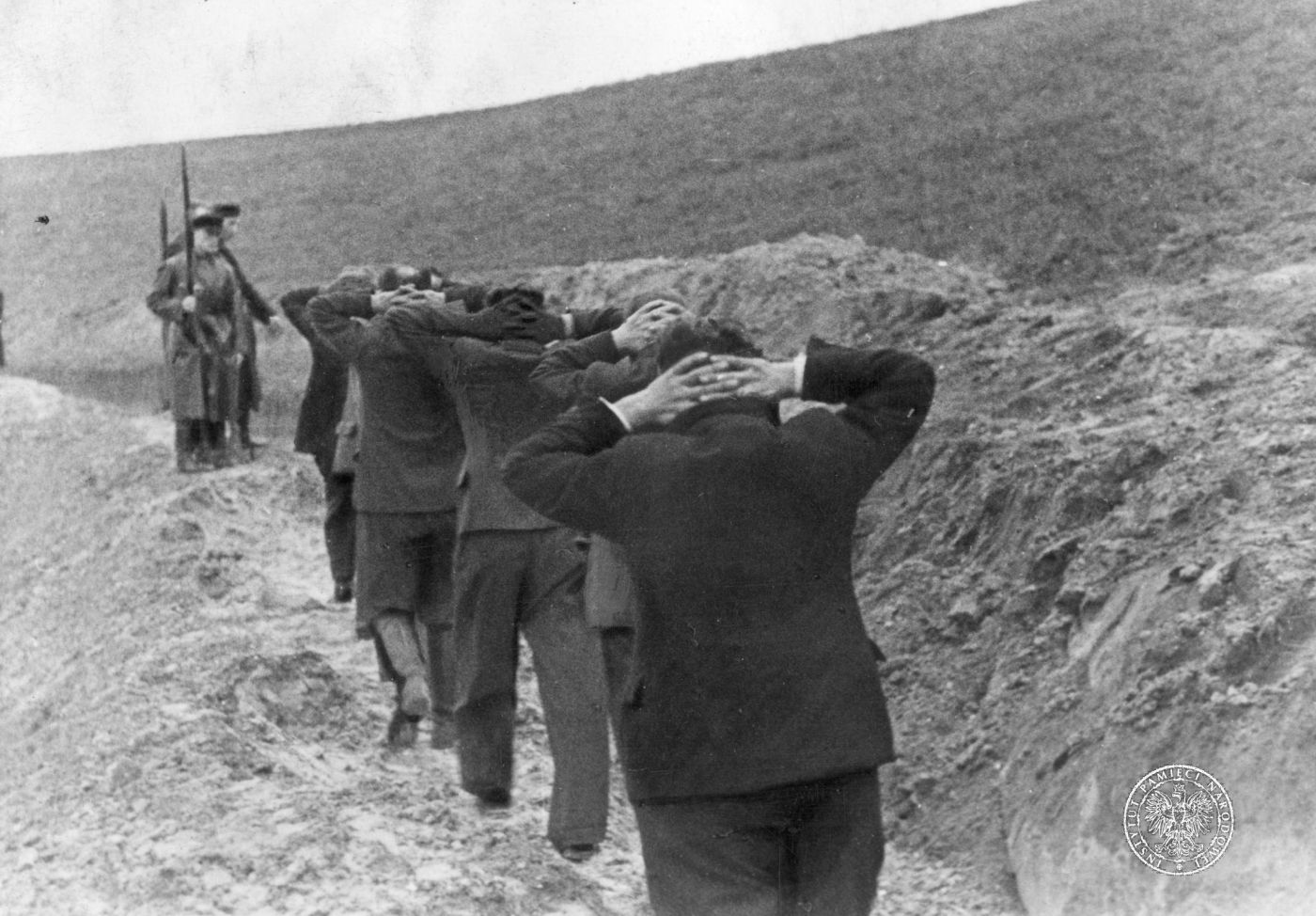
Profesores polacos de Bydgoszcz vigilados por miembros de la Volksdeutscher Selbstschutz antes de ser ejecutados.

- El Holocausto, la Aktion T4 la matanza de las personas discapacitadas y el Porraimos al pueblo gitano. No todos los crímenes perpetrados durante el Holocausto u otras atrocidades similares son considerados crímenes de guerra. Telford Taylor (el fiscal estadounidense en el caso contra el Estado mayor alemán durante los juicios de Núremberg y fiscal jefe en los 12 juicios celebrados ante los tribunales militares estadounidenses) explicó en 1982:

... debe trenerse en cuenta que, respecto las acciones contra ciudadanos de la fuerzas enemigas en tiempo de guerra, la Convención para la Prevención y la Sanción del Delito de Genocidio (1948) prácticamente no añadió nada a lo que ya estaba cubierto por las leyes sobre guerras terrestres aceptadas a nivel internacional (desde la Convención de La Haya de 1899), las cuales requieren a una fuerza de ocupación a respetar «los honores y derechos de familia, las vidas individuales y la propiedad privada, además de las creencias religiosas y la libertad» de los ciudadanos enemigos. Sin embargo, las leyes no cubren, ni en tiempos de guerra ni de paz, las acciones de un gobierno en contra de sus propios ciudadanos (como en el caso de la persecución por parte de la Alemania nazi de los judíos alemanes). Y en los juicios de Núremberg, los tribunales desestimaron varios intentos de la fiscalía de elevar casos de atrocidades "domésticas" para poder juzgarlas como «crímenes contra la humanidad» según el derecho internacional.
Telford Taylor

- Masacre de Le Paradis, mayo de 1940: soldados británicos del Regimiento Real de Norfolk fueron capturados y asesinados por la División SS Totenkopf. Fritz Knöchlein fue juzgado y ahorcado por el crimen en 1949.
- Masacre de Wormhoudt, mayo de 1940: soldados británicos y franceses fueron capturados y asesinados por la SS.
- Masacre de Lídice: masacre perpetrada tras el asesinato de Reinhard Heydrich en 1942. Los habitantes del pueblo fueron asesinados y el pueblo arrasado.
- Masacre de la Abadía de Ardenne,[23] junio de 1944: soldados canadienses fueron capturados por la SS y asesinados por miembros de la 12.ª SS División Panzer Hitlerjugend. El general de la SS Kurt Meyer fue condenado a muerte en 1946, aunque la sentencia fue conmutado y fue liberado en 1954.
- Masacre de Malmedy, diciembre de 1944: prisioneros de guerra estadounidenses fueron capturados por Joachim Peiper y asesinados en las afueras de Malmedy, Bélgica.
- Masacre de Gardelegen, abril de 1945: 1016 prisioneros del campo de concentración de Mittelbau-Dora fueron quemados vivos en un granero o murieron por disparos al intentar escapar.
- Matanza de Oradour-sur-Glane: 642 personas (190 hombres, 245 mujeres y 207 niños) asesinadas por la División SS Das Reich del Waffen-SS.
- Masacre de Kalavryta, 13 de diciembre de 1943: casi 700 varones mayores de 12 años fueron ejecutados en represalia por los asesinatos de tropas alemanas por parte de la resistencia griega durante la ocupación de Grecia por las Fuerzas del Eje.
- Guerra submarina sin restricciones contra buques mercantiles.
- La destrucción intencionada de importantes iglesias medievales en Novgorod, de monasterios del Óblast de Moscú (p. ej., el monasterio de Nueva Jerusalén (1941) y de los palacios imperiales alrededor de San Petersburgo.
- Campaña de exterminio de la población eslava en los territorios ocupados. Miles de pueblos fueron arrasados y sus habitantes asesinados. Una cuarta parte de la población de Bielorrusia no sobrevivió la ocupación nazi.[cita requerida]
  - Masacre de Khatyn (Bielorrusia), 22 de marzo de 1943: los 156 habitantes del pueblo fueron asesinados por la batallón nazi 118ª Schutzmannschaft.
- Orden de los comandos, una orden secreta de Hitler, de octubre de 1942, ordenando la ejecución inmediata y sin juicio de todo combatiente, correctamente uniformado de las fuerzas aliadas, capturado en operaciones commando, incluso aquellos desarmados o que pretendían rendirse. Aquellos que no iban uniformados serían entregados de inmediato al Sicherheitsdienst (SD), el servicio de seguridad.
- Orden de los Comisarios, una orden de Hitler, de 1941, previa a la invasión de la Unión Soviética, de ejecutar, por procedimiento sumarísimo, a cualquier comisario político ruso capturado
- Nacht und Nebel, decreto de 1941 para el arresto de sospechosos.

## Criminales de guerra
- Adolf Eichmann
- Heinrich Gross
- Rudolf Hoess
- Karl Linnas
- Josef Mengele
- Carl Hans Heinze Sennhenn
- Otmar Freiherr von Verschuer
- Alfred Trzebinski

## Masacres y crímenes de guerra en la Segunda Guerra Mundial por localización

### Alemania
- Aktion T4

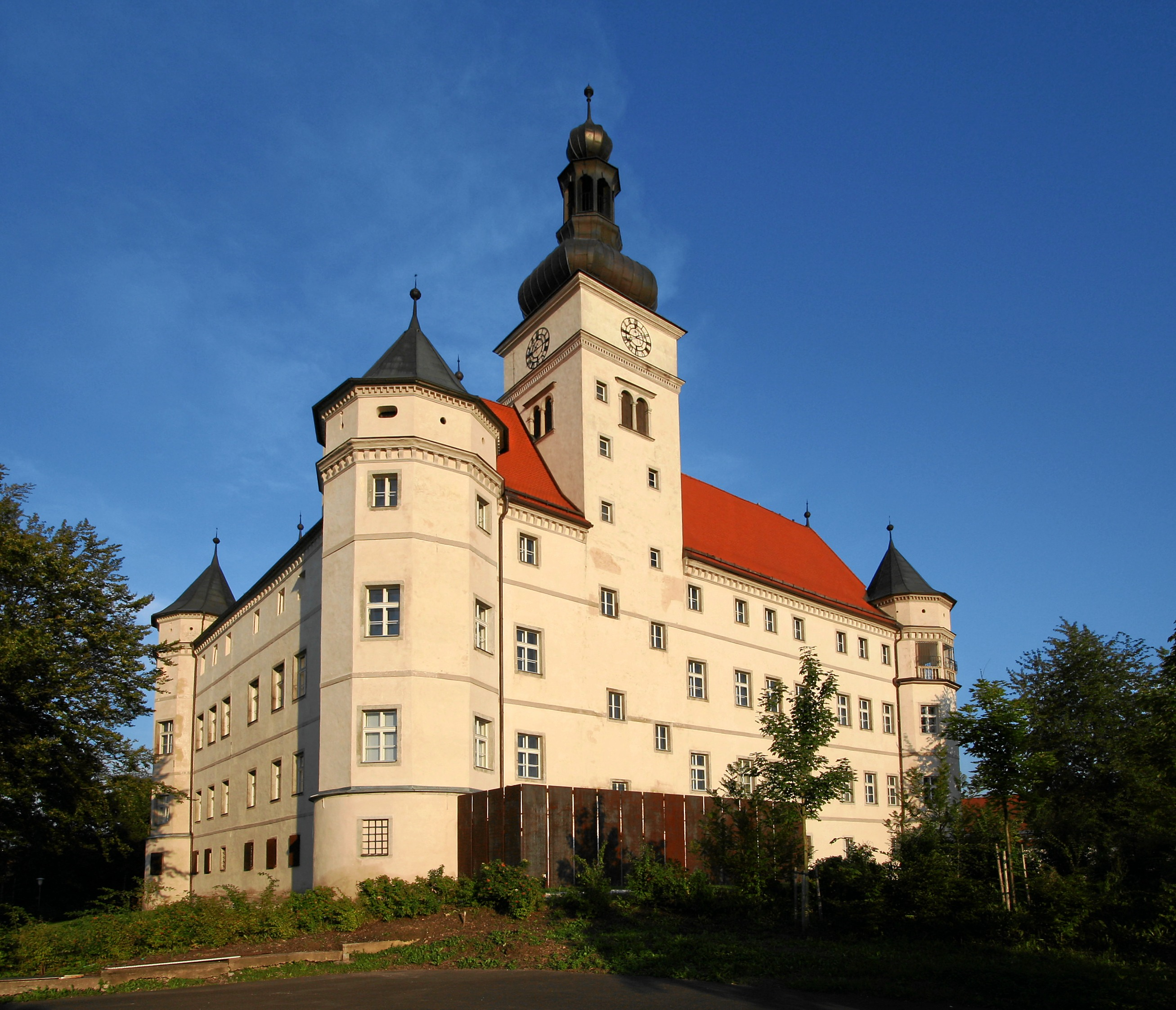
Centro de eutanasia de Hartheim, donde más de 18 000 personas fueron asesinadas en la Aktion T4.

- Asesinatos de niños en la Hadamar Clinic (NS-Tötungsanstalt Hadamar), la mayoría por Irmgard Huber
- Asesinatos de niños por Carl Hans Heinze Sennhenn
- Otmar Freiherr von Verschuer#Involvement in Nazi human experimentation

#### 1945
- 8 de abril: Masacre de Celle
- 13 de abril: Masacre de Gardelegen
- 20 de abril: Asesinatos de 20 niños por Alfred Trzebinski

### Austria
- Asesinatos de niños por Heinrich Gross

### Bielorrusia
- El Holocausto en Bielorrusia
- Ocupación de Bielorrusia por la Alemania nazi
- Operación Bamberg
- Operación Cottbus

#### 1941
- 28 de septiembre-17 de octubre: Pleszczenice-Bischolin-Szack (Šacak)-Bobr-Uzda (Rutenia Blanca) masacre de 1126 niños

#### 1942
- 26 de marzo-6 de abril: Operación Bamberg (Hłusk, Babruisk; 4396 personas, incluyendo niños)
- 9-12 de mayo: Kliczów-Babruisk (masacre de 520 personas, incluyendo niños)
- Principios de junio: Słowodka-Babruisk (masacre de 1000 personas, incluyendo niños)
- 15 de junio: Borki (powiat białostocki) (masacre de 1741 personas, incluyendo niños)
- 21 de junio: Zbyszin (masacre de 1076 personas, incluyendo niños)
- 25 de junio: Timkowiczi (masacre de 900 personas, incluyendo niños)
- 26 de junio: Studenka (masacre de 836 personas, incluyendo niños)
- 18 de julio: Jelsk (masacre de 1000 personas, incluyendo niños)
- 15 de julio-7 de agosto: Operación Adler (Babruisk, Maguilov, Berezyna; 1381 personas, incluyendo niños)
- 14-20 de agosto: Operación Greif (Orsza, Vitebsk; 796 personas, incluyendo niños)
- 22 de agosto-21 de septiembre, Operación Sumpffieber (Rutenia Blanca; 10 063 personas, incluyendo niños)
- Agosto: Bereźne masacre
- 22-26 de septiembre, Małoryta (masacre de 4038 personas, incluyendo niños)
- 23 de septiembre-3 de octubre: Operación Blitz (Połock, Vitebsk; 567 personas, incluyendo niños)
- 11-23 de octubre: Operación Karlsbad (Orsza, Vitebsk; 1051 personas, incluyendo niños)
- 23-29 de noviembre: Operación Nürnberg (Dubrowka; 2974 personas, incluyendo niños)
- 10-21 de diciembre: Operación Hamburg (Río Niemen-Río Szczara; 6172 personas, incluyendo niños)
- 22-29 de diciembre: Operación Altona (Słonim; 1032 personas, incluyendo niños)

#### 1943
- 6-14 de enero: Operación Franz (Grodsjanka; 2025 personas, incluyendo niños)
- 10-11 de enero: Operación Peter (Kliczów, Kolbcza; 1400 personas, incluyendo niños)
- 18-23 de enero: Słuck-Mińsk-Czerwień (masacre de 825 personas, incluyendo niños)
- 28 de enero-15 de febrero: Operación Schneehase; Połock, Rossony, Krasnopole; 2283 personas, incluyendo niños)
- Hasta el 28 de enero: Operación Erntefest I (Czerwień, Osipowicze; 1228 personas, incluyendo niños)
- Enero: Operación Eisbär (entre Briańsk y Dmitriev-Lgowski)
- Hasta el 1 de febrero: Operación Waldwinter (Sirotino-Trudy; 1627 personas, incluyendo niños)
- 8-26 de febrero: Operación Hornung (Lenin, Hancewicze; 12 897 personas, incluyendo niños)
- Hasta el 9 de febrero: Operación Erntefest II (Słuck, Kopyl; 2325 personas, incluyendo niños)
- 15 de febrero-finales de marzo: Operación Winterzauber (Oświeja, frontera con Letonia; 3904 personas, incluyendo niños)
- 22 de febrero-8 de marzo: Operación Kügelblitz (Połock, Oświeja, Dryssa, Rossony; 3780 personas, incluyendo niños)
- Hasta el 19 de marzo: Operación Nixe (Ptycz, Mikaszewicze, Pinsk; 400 personas, incluyendo niños)
- Hasta marzo, Operación Föhn (Pinsk; 543 personas, incluyendo niños)
- 21 de marzo–2 de abril: Operación Donnerkeil (Połock, Vitebsk; 542 personas, incluyendo niños)
- 1-9 de mayo: Operación Draufgänger II (Rudnja y bosque de Manyly; 680 personas, incluyendo niños)
- 17-21 de mayo: Operación Maigewitter (Vitebsk, Suraż, Gorodok; 2441 personas, incluyendo niños)
- 20 de mayo-23 de junio: Operación Cottbus (Lepel, Begomel, Uszacz; 11 796 personas, incluyendo niños)
- 27 de mayo-10 de junio: Operación Weichsel (triángulo de los ríos Dniepr-Prypeć, al suroeste de Gómel; 4018 personas, incluyendo niños)
- 13-16 de junio: Operación Ziethen (Rzeczyca; 160 personas, incluyendo niños)
- 25 de junio-27 de julio: Operación Seydlitz (Owrucz-Mozyrz; 5106 personas, incluyendo niños)
- 30 de julio: Mozyrz (masacre de 501 personas, incluyendo niños)
- Hasta el 14 de julio: Operación Günther (Woloszyn, Lagoisk; 3993 personas, incluyendo niños)
- 13 de julio-11 de agosto: Operación Hermann (Iwie, Nowogródek, Woloszyn, Stołpce; 4280 personas, incluyendo niños)
- 24 de septiembre-10 de octubre: Operación Fritz (Głębokie; 509 personas, incluyendo niños)
- 9-22 de octubre: Stary Bychów (masacre de 1769 personas, incluyendo niños)
- 1-18 de noviembre: Operación Heinrich (Rossony, Połock, Idrica; 5452 personas, incluyendo niños)
- Diciembre: Spasskoje (masacre de 628 personas, incluyendo niños)
- Diciembre: Biały (masacre de 1453 personas, incluyendo niños)
- 20 de diciembre-1 de enero de 1944, Operación Otto (Oświeja; 1920 personas, incluyendo niños)

#### 1944
- 14 de enero: Oła (masacre de 1758 personas, incluyendo niños)
- 22 de enero: Baiki (masacre de 987 personas, incluyendo niños)
- 3-15 de febrero: Operación Wolfsjagd (Hłusk, Babruisk; 467 personas, incluyendo niños)
- 5-6 de febrero: Barysh (cerca de Búchach) (masacre de 126 personas, incluyendo niños)
- Hasta el 19 de febrero: Operación Sumpfhahn (Hłusk, Babruisk; 538 personas, incluyendo niños)
- Principios de marzo: Berezyna-Bielnicz (masacre de 686 personas, incluyendo niños)
- 7-17 de abril: Operación Auerhahn (Babruisk; ca. 1000 personas, incluyendo niños)
- 17 de abril-12 de mayo: Operación Frühlingsfest (Połock, Uszacz; 7011 personas, incluyendo niños)
- 25 de mayo-17 de junio: Operación Kormoran; Wilejka, Borysów, Minsk; 7697 personas, incluyendo niños)
- 2-13 de junio: Operación Pfingsrose (Talka; 499 personas, incluyendo niños)
- Junio: Operación Pfingstausnlug (Sienno; 653 personas, incluyendo niños)
- Junio: Operación Windwirbel (Chidra; 560 personas, incluyendo niños)

### Estonia
- El Holocausto en Estonia
- Asesinatos de niños por Karl Linnas

#### 1941
- 2 de noviembre: Mass murder of children in Pärnu synagogue (34 niños)

#### 1942
- 27 de marzo: Murder of Pliner children (Holocaust in Estonia; 3 niños)

### Francia
- Masacre de Le Paradis
- Masacre de Wormhoudt

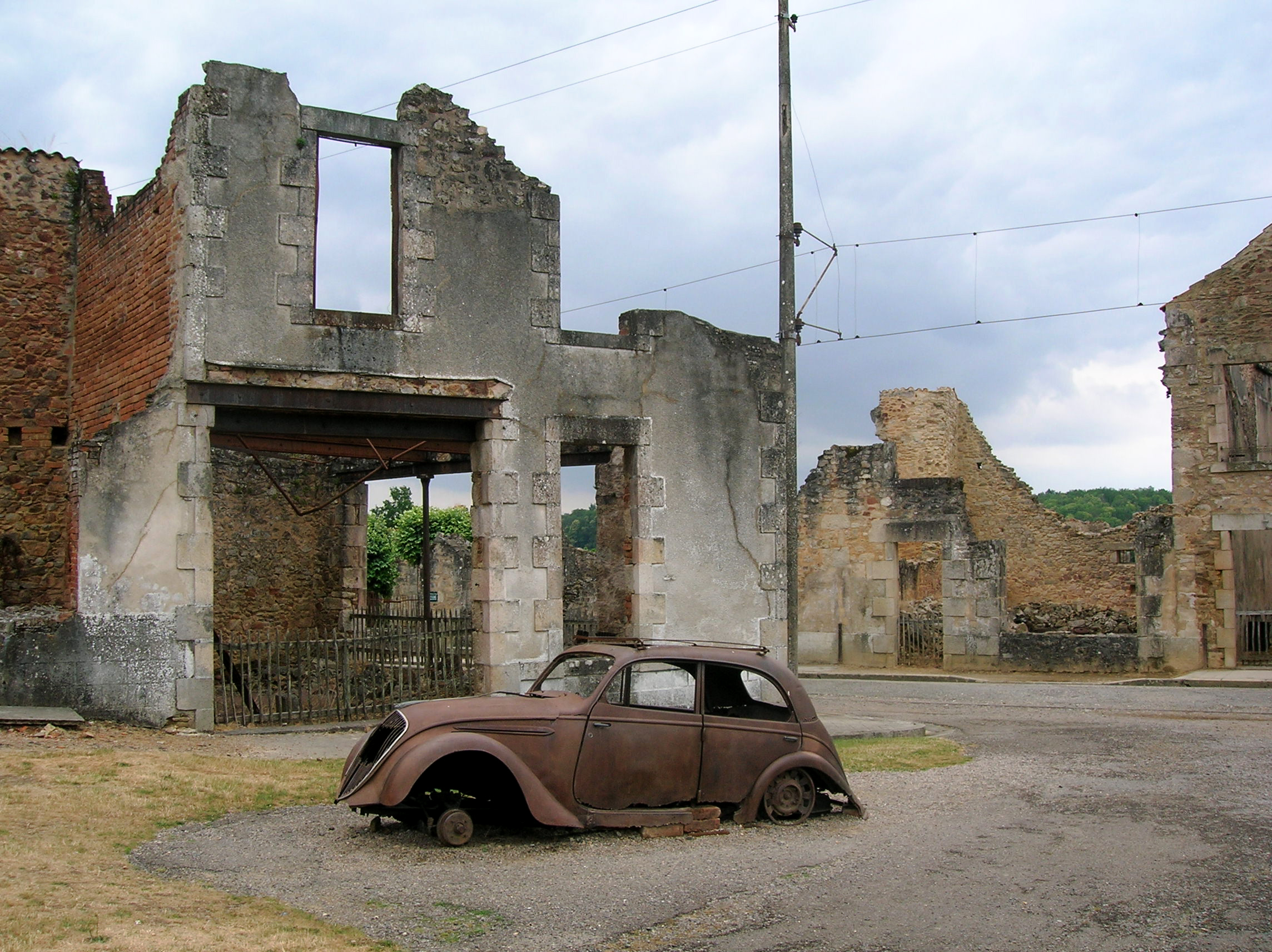
Restos de edificios y automóviles quemados en el pueblo original de Oradour-sur-Glane, por la División SS Das Reich.

- Asesinatos de niños en el Campo de internamiento de Drancy
- Masacre de Maillé
- Maillé (Indre y Loira)
- Matanza de Oradour-sur-Glane
- Masacre de Tulle

#### 1944
- 10 de junio: Masacre de Oradour-sur-Glane (205 niños)
- Masacre de la abadía de Ardenne de soldados británicos y canadienses por el Waffen-SS
- Abril: Matanza de Ascq

### Grecia

#### 1941
- Masacre de Kontomari o Kondomari (02/06/1941)
- Destrucción de Kandanos o Masacre de Kandanos (03/06/1941)
- Masacres de Mesovouno (23/10/1941)

#### 1943
- Masacre de Kommeno (16/08/1943)
- Masacre de Viannos (14/09/1943 a 16/09/1943)
- Masacres de Paramythia (19/09/1943 a 29/09/1943)
- Masacre de Ligkiades (03/10/1943)
- Masacre de Kalávrita (13/12/1943)
- Masacre de Drakeia (18/12/1943)

#### 1944
- Nueva Masacres de Mesovouno (22/04/1944)
- Masacre de Kesariani (01/05/1944)
- Masacre de Dístomo (10/06/1944)
- Masacre de Kédros (22/08/1944)
- Masacre de Chortiatis (02/09/1944)
- Masacre de la División Acqui

### Italia

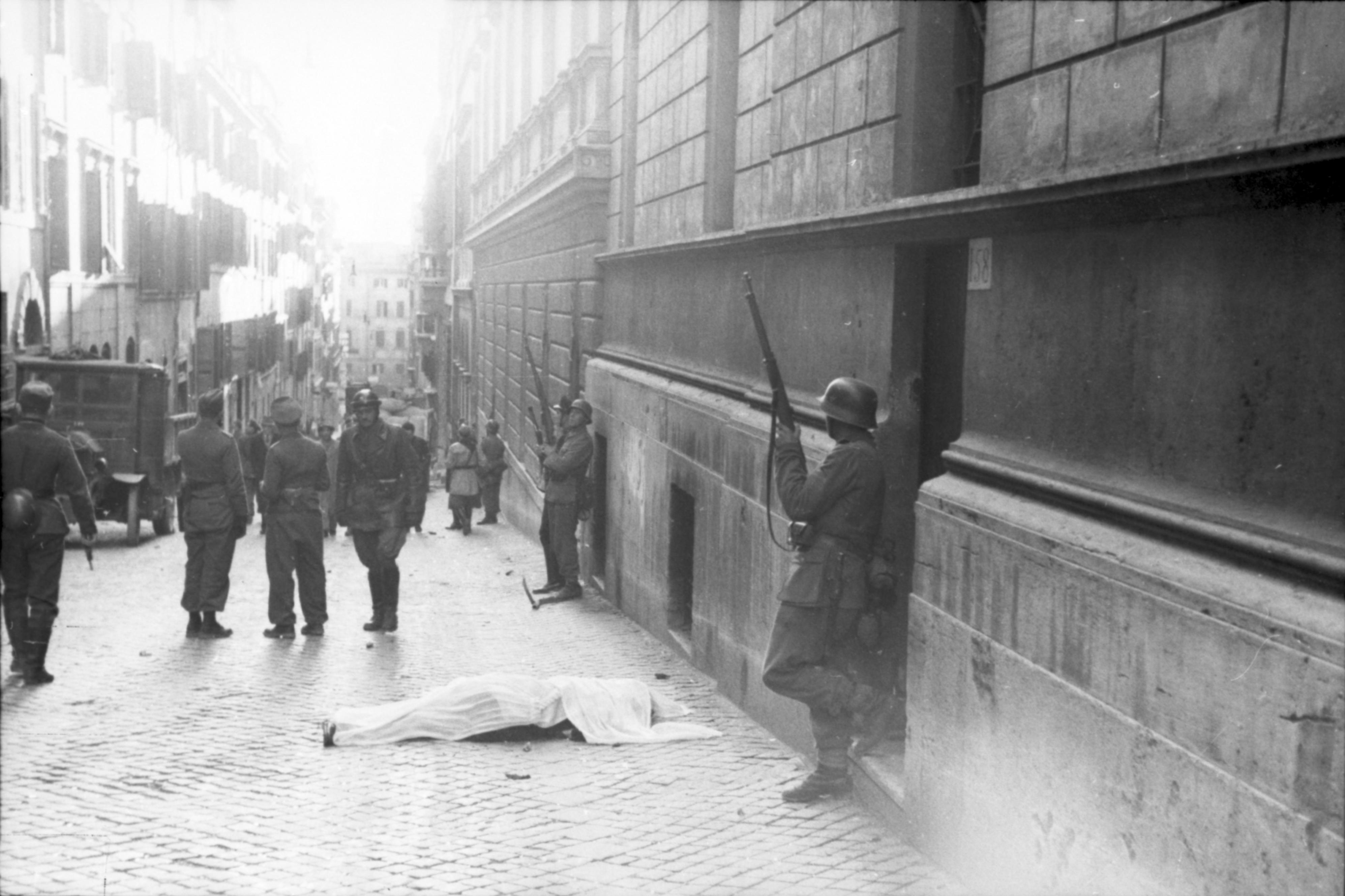
Un cadáver yace en la "vía Rasella" durante la detención de civiles por soldados colaboracionistas italianos y tropas alemanas después del atentado con bomba partisano del 13 de marzo de 1944.

- List of massacres in Italy
- Masacre de las Fosas Ardeatinas
- Masacre de Boves
- Masacre de Marzabotto
- Masacre de Stazzema

#### 1944
- 29 de junio: Civitella-Cornia-San Pancrazio (Toscana; (masacre de 203 personas, incluyendo niños)
- 12 de agosto: Masacre de Sant'Anna di Stazzema (560 personas, incluyendo niños)
- 29 de septiembre-5 de octubre: Masacre de Marzabotto (250 niños)

### Letonia
- Holocausto en Letonia

#### 1941
- 30 de noviembre y 8 de diciembre: Masacre de Rumbula (25 000 personas, incluyendo niños)[24]

### Lituania
- Holocausto en Lituania

#### 1941
- 13 de julio-21 de agosto: Daugavpils masacre por el Einsatzkommando 3 y el ejército irregular lituano (9585 personas, incluyendo niños)[25]
- Julio-agosto: Masacre de Ponary (ca. 100 000 personas, incluyendo niños)
- 18-22 de agosto: Kreis Rasainiai (masacre de 1020 niños)
- 19 de agosto: Ukmerge (masacre de 88 niños)
- Verano-otoño-invierno, Masacre de la población judía de Estonia (900 personas, incluyendo 101 niños)
- 1 de septiembre: Marijampolė (masacre de 1404 niños)
- 2 de septiembre: Wilno (masacre de 817 niños)
- 4 de septiembre: Čekiškė (masacre de 60 niños)
- 4 de septiembre: Seredžius (masacre de 126 niños)
- 4 de septiembre: Veliuona (masacre de 86 niños)
- 4 de septiembre: Zapyškis (masacre de 13 niños)
- 6-8 de septiembre: Raseiniai (masacre de 415 niños)
- 6-8 de septiembre: Jurbork (masacre de 412 personas, incluyendo niños)
- 29 de octubre: Kaunas massacre (4273 niños)
- 25 de noviembre: Kauen-F.IX (masacre de 175 niños)

### Noruega
- Asesinato de los niños del Hogar para Niños Judíos en Oslo

### Países Bajos

#### 1944
- 1 de octubre: Putten raid (552 deaths)
- 5 de noviembre: Heusden Town Hall Massacre (134 personas, incluyendo 74 niños)

### Polonia
- Masacre de Jedwabne
- Holocausto en Polonia
- Borów (masacre de 103 niños)
- Expulsion of Poles by Nazi Germany
- German AB-Aktion in Poland
- Gmina Aleksandrów, Lublin Voivodeship
- Gmina Besko
- Gmina Gidle
- Gmina Kłecko
- Gmina Ryczywół
- Gmina Siennica
- Masacre de Huta Pieniacka
- Intelligenzaktion Pommern
- Pogromo de Jedwabne
- Jeziorko woodland cemetery
- Kidnapping of Polish children by Nazi Germany
- Krasowo-Częstki (masacre de 83 niños)
- Pogromos de Lviv
- Massacres of Poles in Volhynia
- Michniów (masacre de 48 niños)
- Asesinatos de niños por Josef Mengele
- Pacification Operations in German occupied Poland
- Planned destruction of Warsaw
- Masacre de Ponary
- Operación Tannenberg
- Szczecyn (masacre de 71 niños)
- Valley of Death (Bydgoszcz)

#### 1942
- 2 de julio: murder of children of Lidice in the Kulmhof extermination camp (82 niños)

#### 1943
- 12 de marzo: asesinato de Czesława Kwoka in KZ Auschwitz-Birkenau (1 niño)
- 23 de mayo: Kielce cemetery massacre (45 niños)
- 3 de agosto: Szczurowa massacre (93 personas, incluyendo niños)
- 29 de septiembre: Ostrówki (masacre de 246 niños)
- 29 de septiembre: Wola Ostrowiecka (masacre de 220 niños)

#### 1944

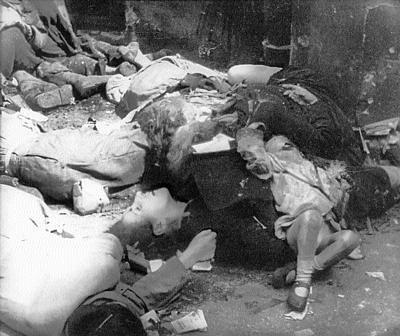
Película filmada por la resistencia polaca, que muestra los cadáveres de mujeres y niños asesinados en Varsovia por tropas de la SS-Sturmbrigade Dirlewanger en Varsovia, agosto de 1944.

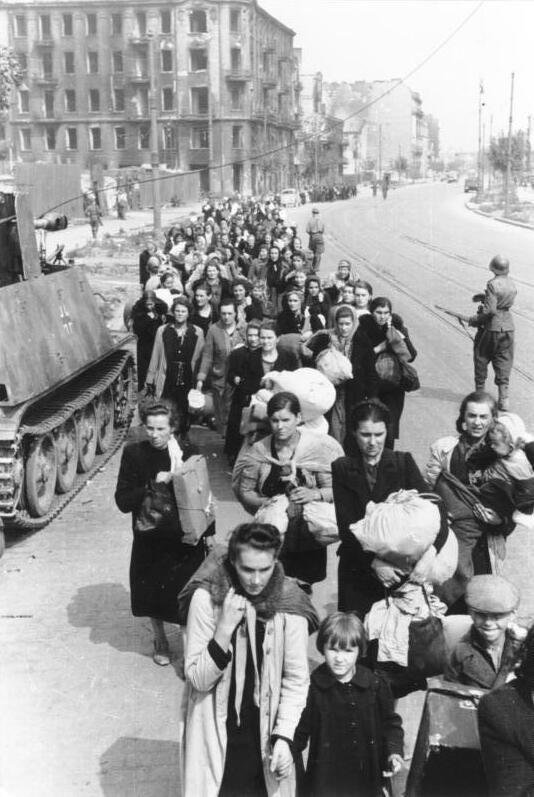
Una columna de civiles polacos siendo conducida por soldados alemanes a lo largo de la calle Wolska, a principios de agosto de 1944.

- 28 de febrero: Masacre de Huta Pieniacka
- 28-29 de febrero: Masacre de Korosciatyn (ca. 150 personas, incluyendo niños)
- 2 de junio: asesinato de los nueve hijos de Yekusiel Yehudah Halberstam
- 4-25 de agosto: Masacre de Ochota (ca. 10 000 personas, incluyendo niños)
- 5-8 de agosto: Masacre de Wola (40 000[26] up to 100,000[27] personas, incluyendo niños)

### Rusia
- Holocausto en Rusia
- Commissar Order
- German war crimes during the Battle of Moscow
- German war crimes against Soviet civilians

### Serbia

#### 1941
- 20-21 de octubre: masacre de Kragujevac (2300-5000 civiles asesinados, incluyendo a 217 niños)

### Ucrania
- Holocausto en Ucrania
- Babi Yar
  - List of victims of the Babi Yar massacre
- Drobytsky Yar
- Lviv pogroms
- Massacres of Poles in Volhynia

#### 1941
- Junio: masacre de Czechow (6 niños)
- 29-30 de septiembre: masacre de Babi Yar (33 771 personas, incluyendo niños: List of victims of the Babi Yar massacre)

#### 1943
- 1-2 de marzo: masacre de Koriukivka
- 29 de septiembre: masacre de Wola Ostrowiecka (220 niños)

#### 1944
- 28 de febrero: masacre de Huta Pieniacka
- 28-29 de febrero: masacre de Korosciatyn (ca. 150 personas, incluyendo niños)

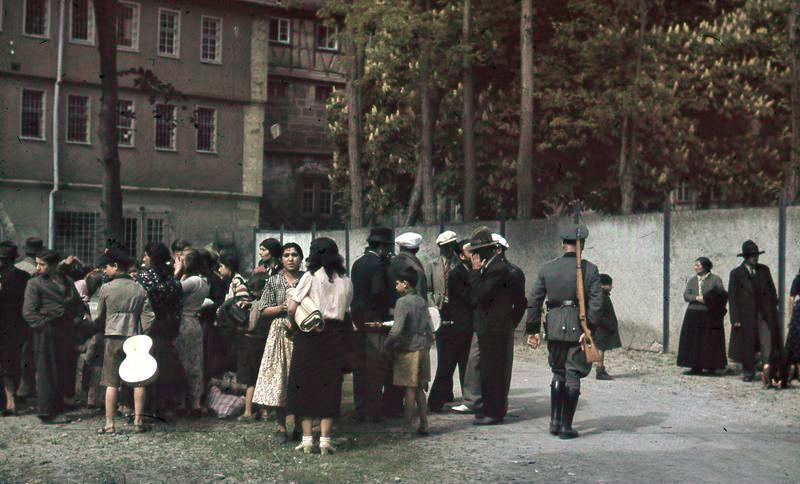
Asperg. Sintis y Romaníes a punto de ser deportados, 22 de mayo de 1940.
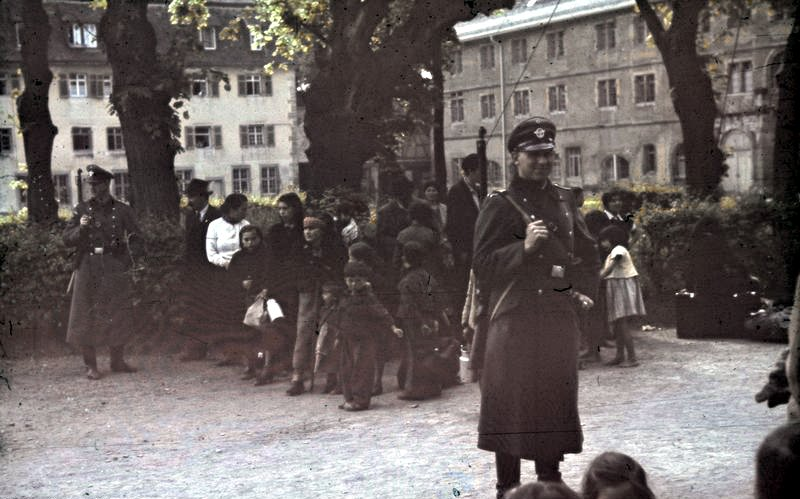
Asperg. Niños sinti y romaní a punto de ser deportados, 22 de mayo de 1940.
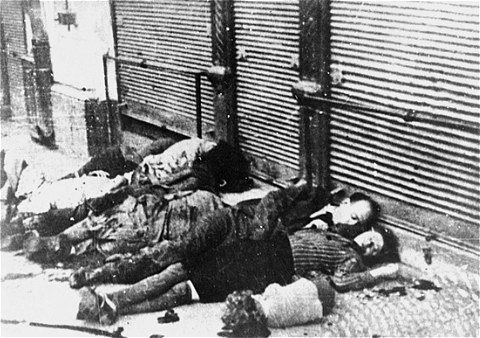
Iaşi. Cadáveres de judíos, 29 junio de 1941.
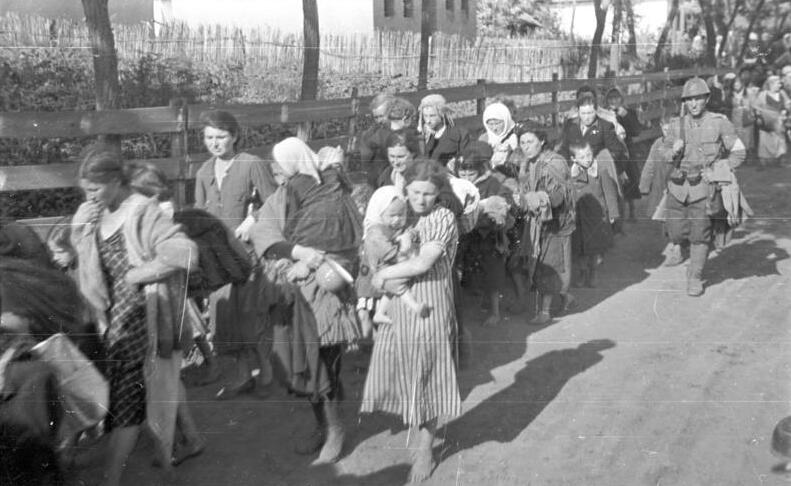
Reichskommissariat Moskau. Mujeres y niños judíos son expulsados de sus hogares. Un soldado rumano marcha a su lado como guardián, 17 de julio de 1941.
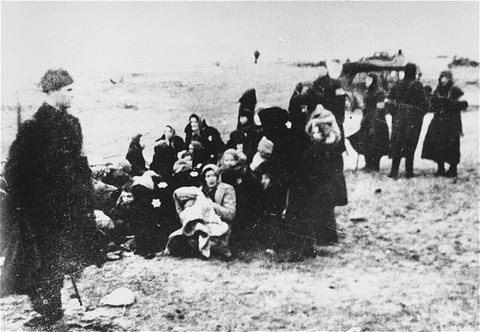
Miembros del 21º Batallón Policial Lituano hacen formar a un grupo de mujeres judías para su ejecución en una playa cerca de Liepāja, 1941.
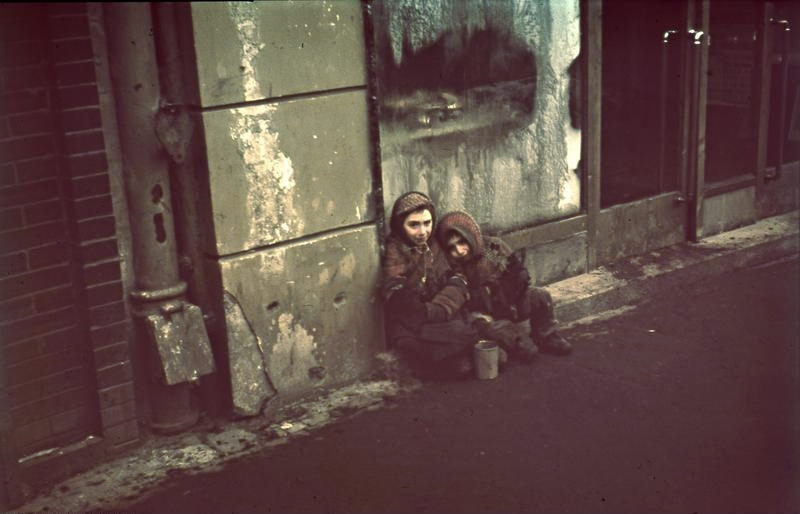
Gueto de Varsovia, 1940/1943.
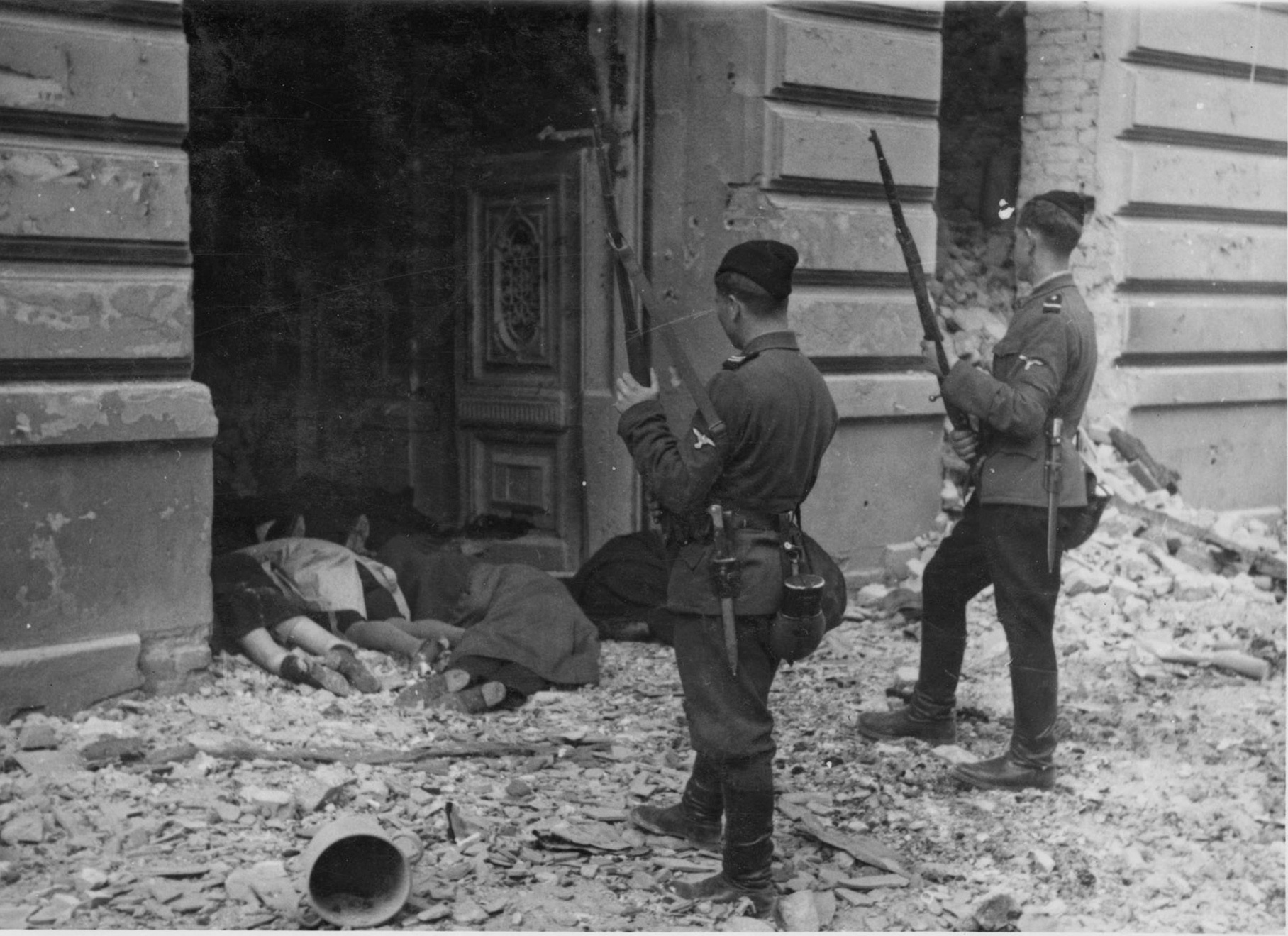
Alzamiento del Gueto de Varsovia – Foto del reporte de Jürgen Stroop a Heinrich Himmler, a partir de mayo de 1943. El título original en alemán dice: "Por la fuerza se retiraron de refugios subterráneos". La única persona identificada con certeza en la fotografía es Josef Blösche el soldado de la SS con el arma.
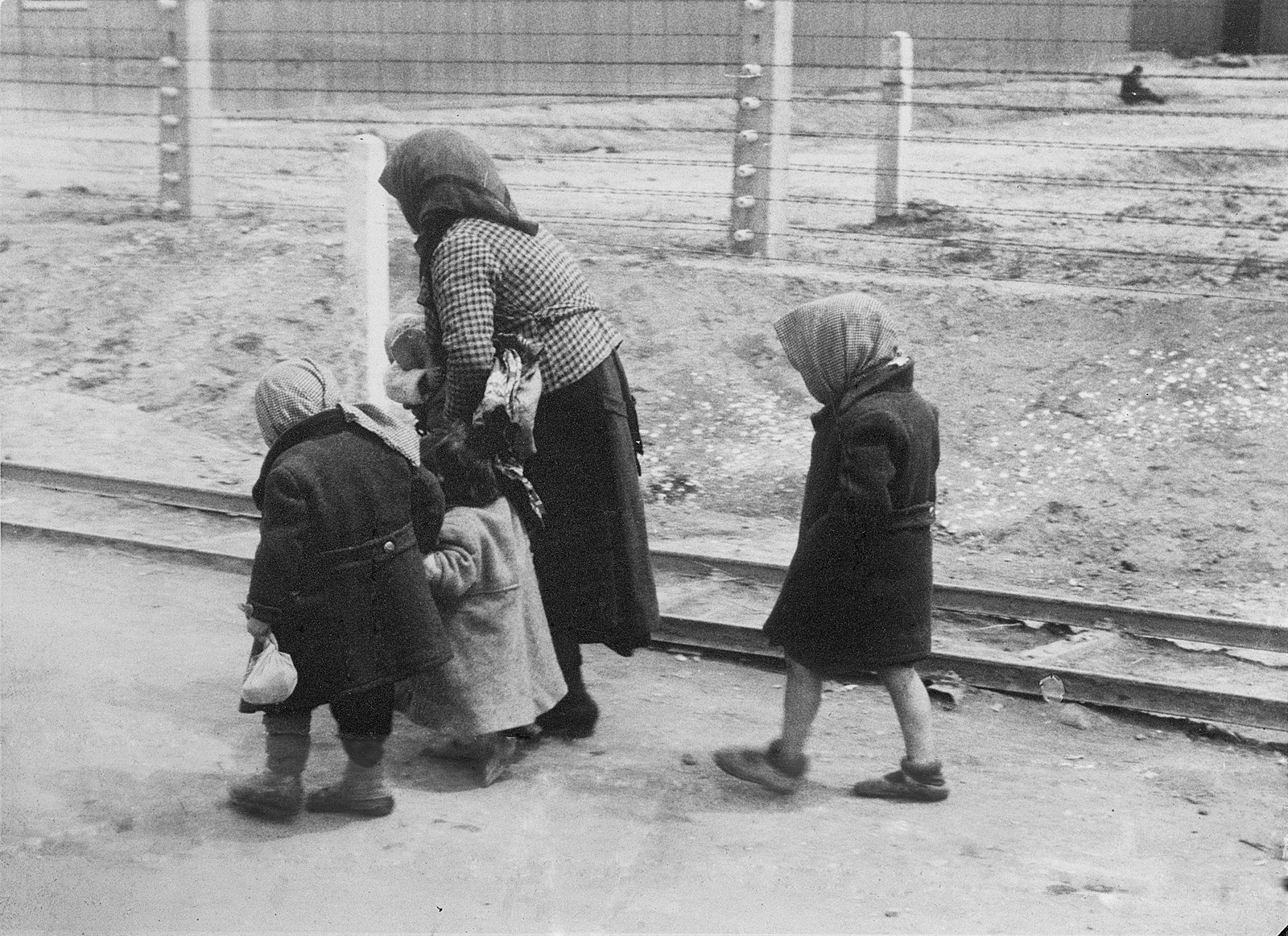
Adolf Eichmann y sus oficiales fueron responsables por el asesinato de la mayor parte de la población judía en los guetos del territorio de Checoslovaquia, así como por el traslado de hombres, mujeres y niños de diversas nacionalidades a los campos de exterminio, como KZ Auschwitz-Birkenau, mayo-junio de 1944.
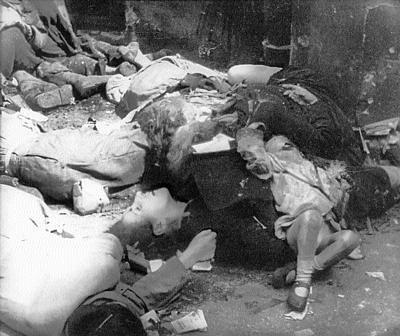
Civiles polacos asesinados por las tropas  del Waffen-SS (Oskar Dirlewanger) en el Alzamiento de Varsovia, agosto de 1944.
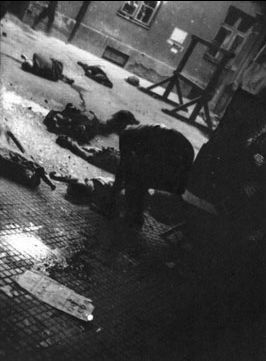
Recolectando cadáveres tras un bombardeo, durante el Alzamiento de Varsovia. La foto fue tomada en el patio de la casa número 23 de la calle Tamka, donde Tomaszewski fue capturado después de ser herido el 8 de setiembre de 1944.
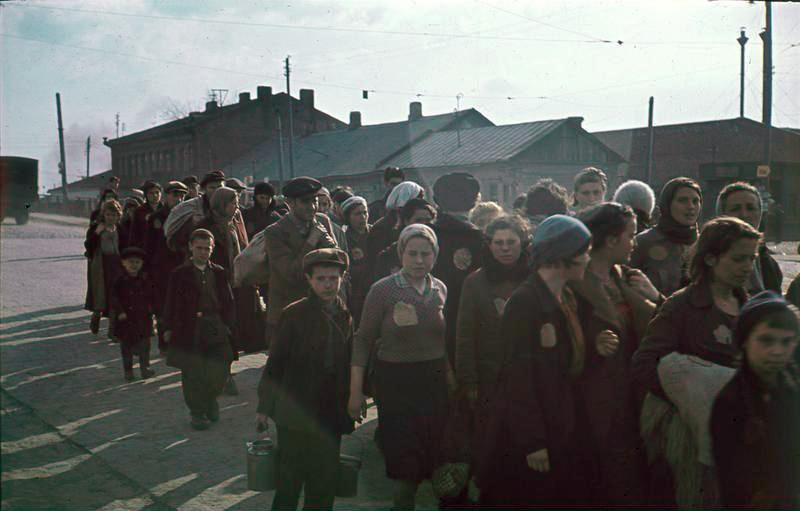
Minsk, 1941/1944.
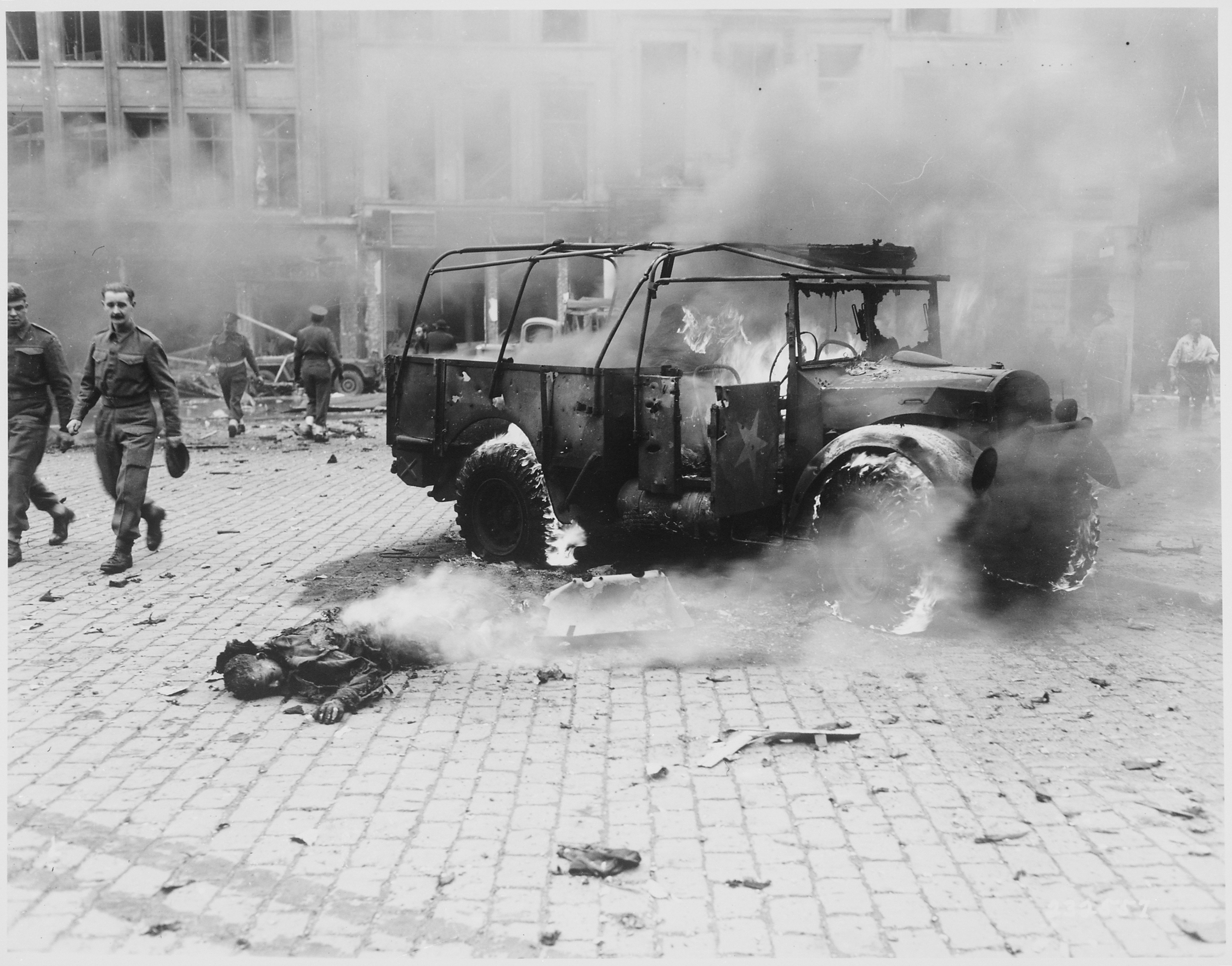
El cadáver ardiendo de un muchacho muestra el daño producido por un misil V2 en una intersección de importancia en Amberes, sobre una línea principal de suministros hacia los Países Bajos, 1944.
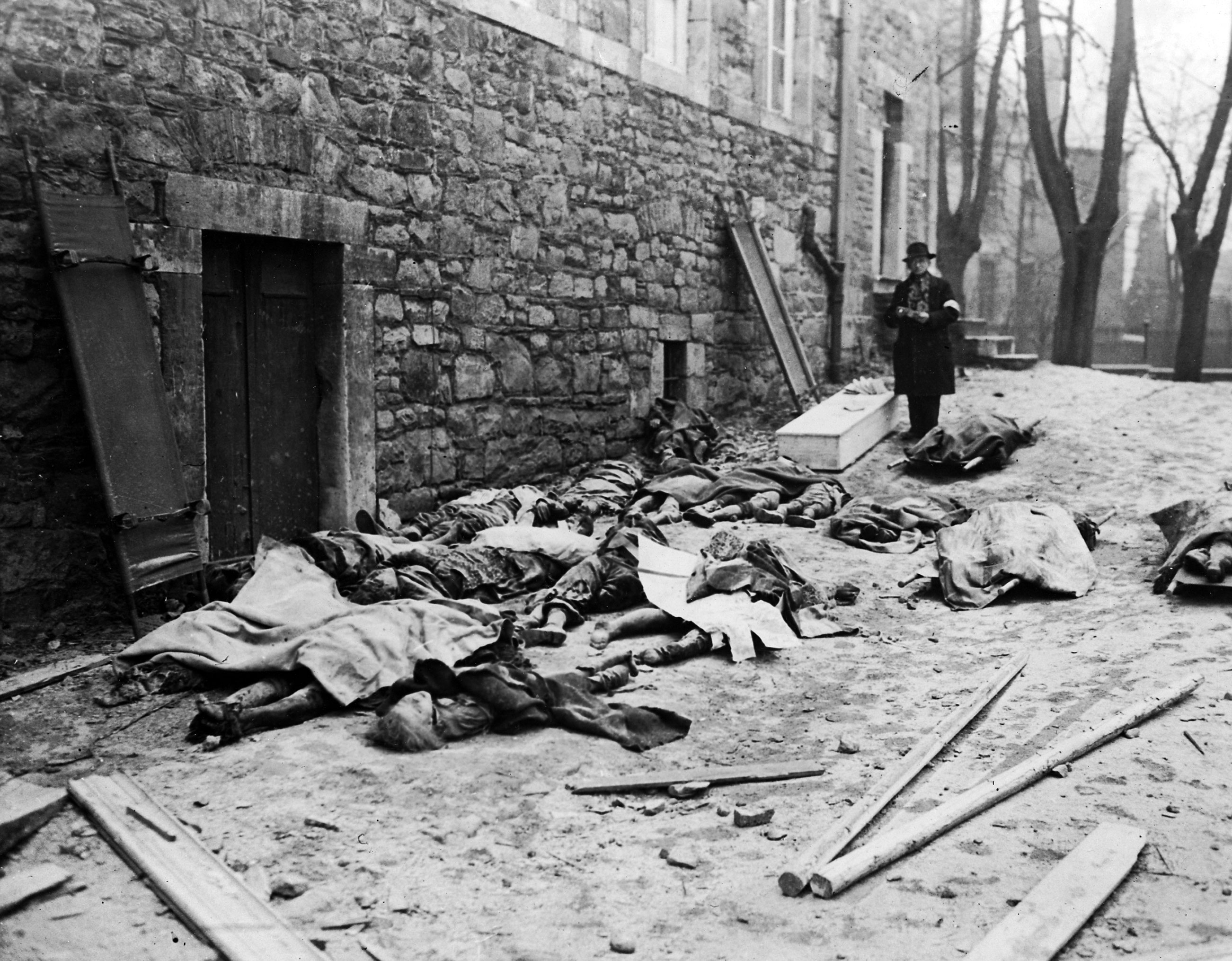
Los cadáveres de hombres, mujeres y niños belgas, asesinados por soldados alemanes durante su contraofensiva en Luxemburgo y Bélgica, esperan ser identificados antes de su entierro, 1944.
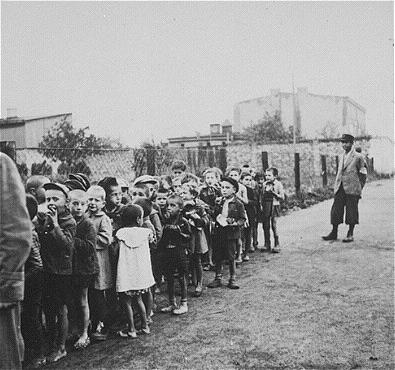
Gueto de Litzmannstadt: Niños siendo reunidos para su deportación al campo de exterminio de Kulmhof.
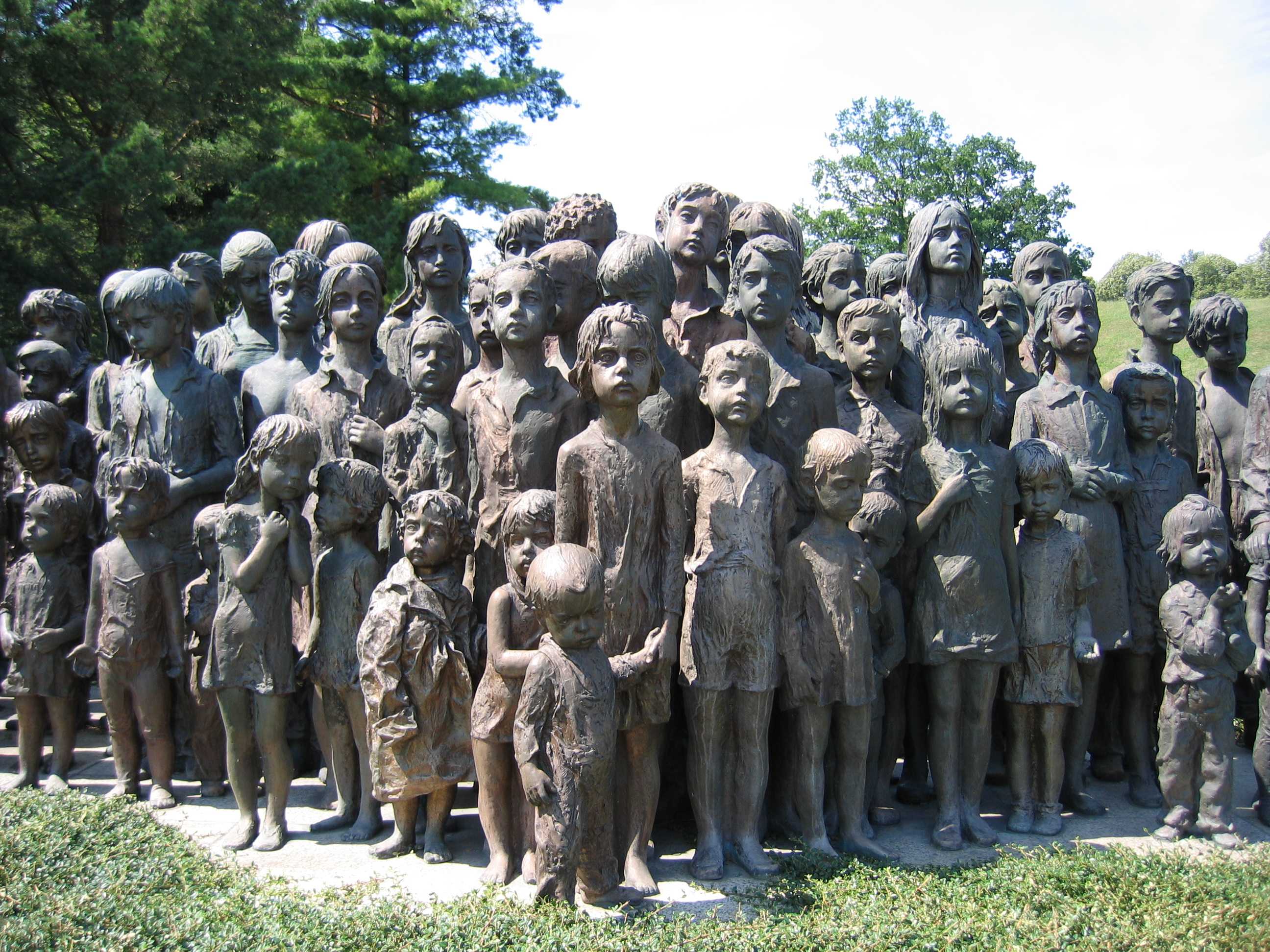
Memorial a los niños asesinados en Lidice.